# 云开大山
云开大山位于广东与广西的交界处，是一列东北西南走向的山脉。北起广东广西交界的西江南岸，它的余脉南至广东的廉江。跨越广东的鬱南、罗定、信宜和广西的梧州（苍梧）、岑溪、容县、北流、陆川等县市。云开大山主要的山峰有：龙须顶、峨楼顶。